# L'uomo che voglio (film 1929)
L'uomo che voglio (Hold Your Man) è un film del 1929, diretto da Emmett J. Flynn.
Girato all'epoca del passaggio dal muto al sonoro, il film ebbe due versioni. Quella parlata venne distribuita come Full-sound film.

## Trama
Mary Hopkins parte per andare a stare a Parigi dove vuole studiare pittura, lasciando negli Stati Uniti il marito Jack, un avvocato. L'uomo viene convinto da Rhea, un'ex fidanzata, a recarsi in Francia per chiedere il divorzio in seguito alla notizia che Mary ha una relazione con un altro. A Parigi, però, quando ritrova la moglie, Jack torna sulle sue decisioni: il supposto amante non è mai esistito, Rhea viene sbugiardata e lui si rende conto di amare ancora Mary.

## Produzione
Il film fu prodotto dall'Universal Pictures.

## Distribuzione
Distribuito dall'Universal Pictures, uscì nelle sale cinematografiche USA il 15 settembre 1929 con il titolo originale Hold Your Man.